# اد آماترودو
اد آماترودو (انگلیسی: Ed Amatrudo؛ زادهٔ ۹ فوریه ۱۹۵۶) بازیگر سینما و تلویزیون اهل ایالات متحده آمریکا است.
از فیلم‌ها یا برنامه‌های تلویزیونی که وی در آن نقش داشته‌است می‌توان به منطقه فرود، پسران بد، کشتی با ارنست همینگوی، خصوصی و شخصی، آثار قرمز و قلدر اشاره کرد.